# Hexatoma metallica
Hexatoma metallica là một loài ruồi trong họ Limoniidae. Chúng phân bố ở miền Australasia.